# Universal (metafizică)

Dacă Univers înseamnă totalitatea modurilor existenței perceptibile ori conceptibile, universal în sens metafizic, ar însemna o structură ori proprietate globală, aparținând totalității constituenților posibili în reprezentare nemijlocită sau intelectivă. Primul universal metafizic și poate cel mai subtil ar fi 'existența', principiul aducerii în 'ființare' a ceva, 'ființarea' exprimând alt universal obscur, dar fundamental. 
Existența și ființa-ființarea, ar fi universalii fundamentali, universalii primari, surse ale totalității modurilor-stărilor realității. 
Metafizica antică a mai creat câteva universale aparținând universului fizic, precum substanța, înțeleasă ca 'ființare substrat', prezența peste tot, de asemenea 'forma, spațiul și timpul', ar putea fi trecute între universali, realitatea nefiind de gândit în afara stărilor formei, spațiului și timpului. 
Am mai putea adăuga între universalii metafizici conceptul 'mișcare-transformare', semnificat ca modificare generică, nespecifică, a aspectelor universalității. De asemenea, între universali se poate adăuga și 'cauza', principiu al devenirii, al generării totalității stărilor universului.
O perspectivă a unversaliilor este dată de doctrina Platonică a formelor idei, a unor realități exemplare, perfecte și stabile la care participă dar cu care nu se identifică formele umane.
Și 'energia' poate fi tratată ca un universal metafizic, ea este 'unealta cauzei', cauza fiind principiul universal generator de transformări ale universalilor substanță, proprietate, forma.
Energia, identificată ca principiu transformat universal, separă alt universal de tip dinamic, anume: interacțiunea, definită ca manifestare nemijlocită, ca acțiune modificată al universaliilor formă și substanță.
Omul este, de asemenea, un universal metafizic, el înglobând totalitatea universaliilor care îl individualizează, precum 'percepția, acțiunea, interactivitatea și afectivitatea'. 
Despre fiecare universal fie aparținând amplitudinii realității, fie universalului 'om' se pot afirma o serie de caracteristici modale particularizante, și asta a încercat să facă metafizica de-a lungul mileniilor, propunând discursuri explicative și justificative ale fiecărui universal identificat. Odată cu intrarea în scenă a metodei de cercetare-explicare „științifice”, discursul asupra universaliilor, orientat spre motivație existențială și justificare de particularitate modală, fiecărui universal, s-a schimbat profund și ireversibil. 
Știința are propriile proceduri de cercetare, modelare conceptuală și determinare cauzală a realității, mult mai tehnice, mai precise și mai corect cuantificabile formal cauzal, decât metafizica. 
Superioritatea investigată și explicată a universaliilor prin știință, în raport cu discursul metafizic, este firească, știința moștenind milenii de analiză metafizică, de regulă confuză, ambiguă, relativ sterilă, imposibil de utilizat pentru a satisface nevoile umane fundamentale.